# Душан Савич (футболіст, 1985)
Душан Савич (мак. Душан Савиќ, 1 жовтня 1985, Ниш) — македонський футболіст сербського походження, нападник казахського клубу «Жетису».

## Біографія
Вихованець сербської «Црвена Звезди», проте професійні виступи розпочав вже у Македонії, де грав до 2010 року.
На початку 2010 року поїхав за кордон і недовго виступав за румунський «Брашов», корейський «Інчхон Юнайтед» та узбецький «Пахтакор», після чого влітку 2011 року повернувся на Батьківщину, підписавши контракт з «Работничками».
У січні 2012 року підписав контракт на два з половиною роки з луцькою «Волинню». У луцькій команді відіграв півтора сезони, зігравши за цей час 27 матчів в чемпіонаті і 5 у кубку.
12 вересня 2013 року на правах вільного агента підписав контракт з «Говерлою».
В січні 2014 року розірвав контракт з клубом, а в березні цього ж року підписав угоду клубом «Кайсар» (Кизилорда), але після першого кола пішов у болгарську «Славію».
В лютому 2015 року Савич повернувся в Казахстан і поповнив ряди талдикорганського клубу «Жетису», де відразу став лідером атак, забивши за сезон 14 голів.

## Збірна
Виступав за молодіжну збірну Македонії.
З 2007 року нерегулярно викликається до національної команди.

## Досягнення
- Чемпіон Македонії: 2006/07
- Володар Кубка Македонії: 2008/09